# William Pimm
William Edwin Pimm (Bow, 10 dicembre 1864 – Miami, 18 luglio 1952) è stato un tiratore a segno britannico.

## Palmarès

### Olimpiadi
- 3 medaglie:
  - 2 ori (Londra 1908 nella carabina piccola a squadre; Stoccolma 1912 nella carabina piccola a squadre)
  - 1 argento (Stoccolma 1912 nella carabina piccola bersaglio a scomparsa a squadre)